# Военно-воздушные силы Бенина
Военно-воздушные силы Бенина (фр. Forces Aériennes du Benin) — один из видов вооружённых сил Республики Бенин.

## История
Создание инфраструктуры для размещения и технического обслуживания авиации в границах Бенина началось, когда территория являлась колонией Франции (Французская Дагомея). В 1958 году она получила новый статус - Республика Дагомея в составе Французского Сообщества. 1 августа 1960 года Дагомея получила независимость.
В это время в Котону уже имелся аэропорт.
Первый самолёт прибыл в 1961 году Первыми самолётами ВВС этой страны стали транспортный Douglas C-47 и вертолёт Sud Aviation Alouette II, а также несколько административных самолётов Max Holste Broussard, вскоре всё это было дополнено VIP-транспортом Aero Commander 500B. Авиапарк транспортников C-47 был расширен до трёх самолётов.
В 1970 году военно-воздушные силы Дагомеи (FAD) насчитывали около 100 человек и 1 смешанную авиаэскадрилью из шести самолётов. Кроме того, в составе армии имелось подразделение парашютистов.
После военного переворота 26 октября 1972 года к власти пришло новое правительство, 30 ноября 1975 года провозгласившее Народную Республику Бенин, после чего военно-воздушные силы получили новое название - Народные военно-воздушные силы Бенина (FAPB) и новые опознавательные знаки. 
Внутренне, однако, мало что изменилось. Первоначально ВВС не видели никаких новых закупок, за исключением одного Fokker F27-600, добавленного в 1978 году. Вскоре после этого были закуплены два транспортных самолёта Ан-26. В течение следующих нескольких лет военно-воздушные силы продолжали расширяться, но вместе с ними росли и расходы. Чтобы обуздать их, а также поддержать экономическое развитие страны, в 1984 году ВВС начали совместно эксплуатировать более крупные транспортные самолёты с национальной авиакомпанией Transports Aeriens de Benin. В это же время ВВС вернулись к закупке самолётов из Западной Европы. К 1987 году флот включал два Ан-26, три С-47 и два транспорта Dornier Do 128-2, Aero Commander 500B и Fokker F28 для VIP-перевозок, а также один вертолёт Alouette II и два вертолёта Aérospatiale AS350 Écureuil.
В 2007 году в Бельгии были куплены три вертолёта А-109.

## Современное состояние
По состоянию на начало 2022 года военно-воздушные силы насчитывали 250 человек, три транспортных самолёта (один DHC-6, один Boeing 727 и один HS 748), два учебных самолёта LH-10 Ellipse и пять транспортных вертолётов (четыре AW109S и один AS-350B).